# Barbara Bouchet
Barbara Bouchet, pseudonimo di Barbara Gutscher (Reichenberg, 15 agosto 1944), è un'attrice ed ex ballerina tedesca naturalizzata italiana, icona sexy del cinema italiano negli anni settanta.

## Biografia
Barbara Gutscher è nata nel 1944, prima di quattro fratelli, a Reichenberg, nome tedesco di Liberec, che dal 1993 è situata in Repubblica Ceca, ma all'epoca era ancora popolata in maggioranza da tedeschi essendo città del Sudetenland (la regione della Cecoslovacchia annessa al Terzo Reich dopo la conferenza di Monaco). Il padre, Fritz, era fotografo, mentre la madre Ingrid era attrice. Alla fine della guerra, in seguito alla conferenza di Potsdam, la popolazione di etnia tedesca in territorio cecoslovacco fu espulsa. La famiglia fu sfollata in un campo profughi della Germania alleata e, da lì, ottenne un visto per gli Stati Uniti grazie al Displaced Persons Act del 1948. Nel 1956 i Gutscher si stabilirono in California a Five Points e, successivamente, a San Francisco, dove Barbara crebbe.
Lì entrò nel corpo di ballerini adolescenti "The KPIX Dance Party", con il quale prese parte regolarmente a show televisivi tra la fine degli anni cinquanta e i primi anni sessanta. Partecipò allo show dal 1959 al 1962, quando decise di intraprendere la carriera cinematografica e trasferirsi a Hollywood modificando il proprio nome tedesco nel meglio pronunciabile, e francesizzante, Barbara Bouchet. Nel decennio a seguire lavorò per il cinema e la televisione statunitense e, nel 1967, comparve anche in un episodio della seconda stagione della serie originale di Star Trek, Con qualsiasi nome, nella parte dell'aliena Kelinda.

Barbara Bouchet in Non commettere atti impuri di Giulio Petroni (1971)

Nei primi anni settanta tornò in Europa divenendo, grazie alla sua avvenenza, una delle attrici più apprezzate della prima generazione della commedia sexy all'italiana. Apparve sovente sulle copertine delle appena nate riviste soft-erotiche come Playmen Italia cui presto fecero seguito anche le apparizioni televisive. I primissimi anni settanta la videro impegnata in numerosi poliziotteschi e thriller quali ad esempio Milano calibro 9 di Fernando Di Leo, e Non si sevizia un paperino di Lucio Fulci. Con il declino del filone cinematografico si ripropose come personaggio televisivo. Nel 1985 si dedicò al fitness, lanciando una serie di libri e videocassette di aerobica di notevole successo e aprendo una palestra a Roma.
Dal 2008 al 2010 ha interpretato la madre di Stella (Christiane Filangieri) nella fiction televisiva Ho sposato uno sbirro. Successivamente è stata impegnata (2015) a Düsseldorf nelle riprese del film tedesco Das Wetter in geschlossenen Räumen di Isabelle Stever. Nel 2020 ha preso parte a Ballando con le stelle, in coppia con il ballerino professionista Stefano Oradei, venendo eliminata provvisoriamente nella seconda puntata e definitivamente in semifinale. Nello stesso periodo è la prima ospite della sesta edizione di Vite da copertina, condotto da Rosanna Cancellieri. Nel 2023 interpreta la contessa Wiendemar nel film Diabolik - Chi sei?, diretto dai Manetti Bros.

## Vita privata
Barbara Bouchet è stata sposata dal 1974 al 2006 con l'imprenditore napoletano Luigi Borghese, con il quale ha avuto due figli: Massimiliano e lo chef e conduttore televisivo Alessandro Borghese.

## Filmografia

### Cinema

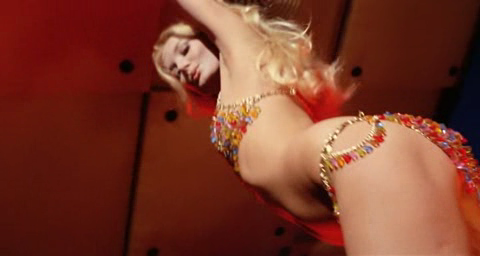
La go-go dance di Barbara Bouchet in Milano calibro 9 (1972)

Barbara Bouchet e Don Backy in Una cavalla tutta nuda (1972)

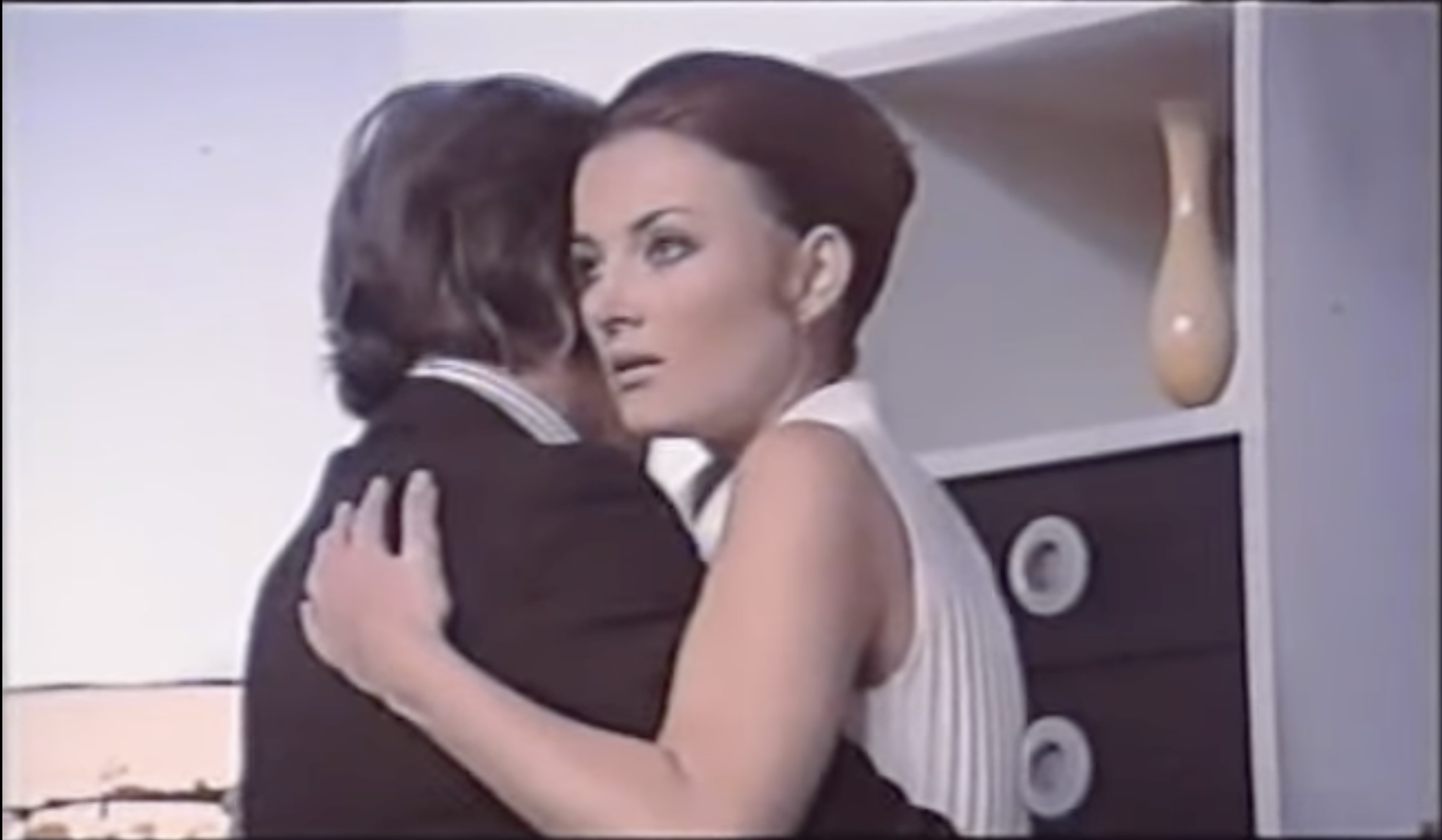
Barbara Bouchet in Ancora una volta prima di lasciarci (1973)

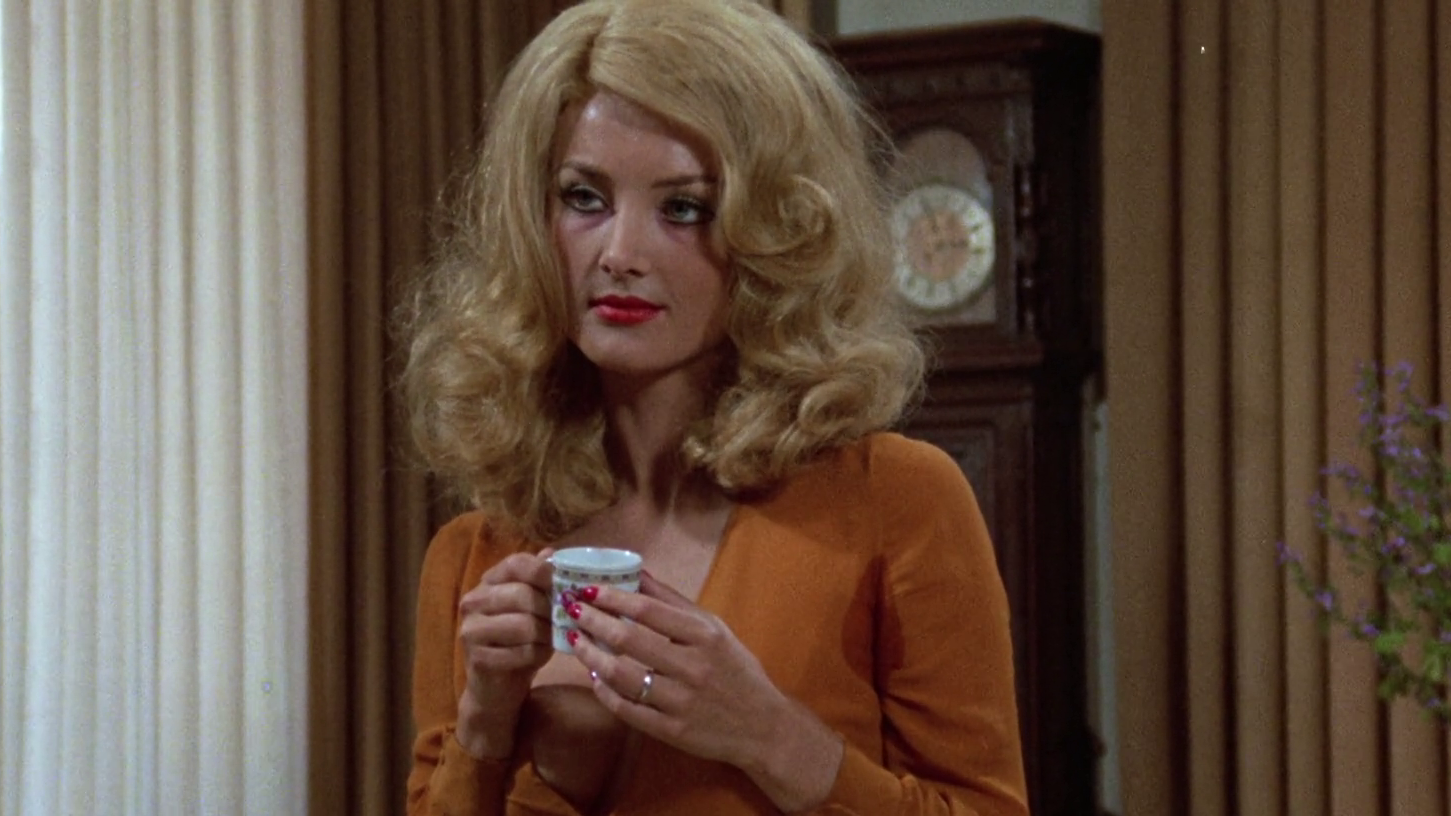
Barbara Bouchet in Quelli che contano (1974)

Barbara Bouchet e Enrico Montesano in 40 gradi all'ombra del lenzuolo (1976)

Barbara Bouchet e Michele Placido in Sabato, domenica e venerdì (1979)

Barbara Bouchet e Renzo Montagnani in La moglie in vacanza... l'amante in città (1980)

Barbara Bouchet in Spaghetti a mezzanotte (1981)

- I guai di papà (A Global Affair), regia di Jack Arnold (1964)
- La signora e i suoi mariti (What a Way to Go!), regia di J. Lee Thompson (1964)
- I due seduttori (Bedtime Story), regia di Ralph Levy (1964)
- Scusa, me lo presti tuo marito? (Good Neighbor Sam), regia di David Swift (1964)
- Donne, v'insegno come si seduce un uomo (Sex and the Single Girl), regia di Richard Quine (1964)
- A braccia aperte (John Goldfarb, Please Come Home!), regia di J. Lee Thompson (1965)
- Prima vittoria (In Harm's Way), regia di Otto Preminger (1965)
- Agente H.A.R.M. (Agent for H.A.R.M.), regia di Gerd Oswald (1966)
- James Bond 007 - Casino Royale (Casino Royale) registi vari (1967)
- La mano che uccide (Danger Route), regia di Seth Holt (1967)
- Fino allo spasimo (Surabaya Conspiracy), regia di Wray Davis (1969)
- Sweet Charity - Una ragazza che voleva essere amata (Sweet Charity), regia di Bob Fosse (1969)
- Colpo rovente, regia di Piero Zuffi (1970)
- Il debito coniugale, regia di Franco Prosperi (1970)
- L'asino d'oro: processo per fatti strani contro Lucius Apuleius cittadino romano, regia di Sergio Spina (1970)
- Il prete sposato, regia di Marco Vicario (1970)
- Le calde notti di Don Giovanni, regia di Alfonso Brescia (1971)
- L'uomo dagli occhi di ghiaccio, regia di Alberto De Martino (1971)
- La tarantola dal ventre nero, regia di Paolo Cavara (1971)
- Non commettere atti impuri, regia di Giulio Petroni (1971)
- Alla ricerca del piacere, regia di Silvio Amadio (1972)
- Forza "G", regia di Duccio Tessari (1972)
- Una cavalla tutta nuda, regia di Franco Rossetti (1972)
- Milano calibro 9, regia di Fernando Di Leo (1972)
- Valeria dentro e fuori, regia di Brunello Rondi (1972)
- Casa d'appuntamento, regia di Ferdinando Merighi (1972)
- La dama rossa uccide sette volte, regia di Emilio P. Miraglia (1972)
- Racconti proibiti... di niente vestiti, regia di Brunello Rondi (1972)
- Non si sevizia un paperino, regia di Lucio Fulci (1972)
- Finalmente... le mille e una notte, regia di Antonio Margheriti (1972)
- La calandria, regia di Pasquale Festa Campanile (1972)
- Donne sopra, femmine sotto (Nokaut), regia di Boro Draskovic (1971)
- Ancora una volta prima di lasciarci, regia di Giuliano Biagetti (1973)
- Il tuo piacere è il mio, regia di Claudio Racca (1973)
- Un tipo con una faccia strana ti cerca per ucciderti, regia di Tulio Demicheli (1973)
- Quelli che contano, regia di Andrea Bianchi (1973)
- La badessa di Castro, regia di Armando Crispino (1974)
- La svergognata, regia di Giuliano Biagetti (1974)
- L'amica di mia madre, regia di Mauro Ivaldi (1975)
- Per le antiche scale, regia di Mauro Bolognini (1975)
- Amore vuol dir gelosia, regia di Mauro Severino (1975)
- L'anatra all'arancia, regia di Luciano Salce (1975)
- L'adultera (To agistri), regia di Erricos Andreou (1975)
- 40 gradi all'ombra del lenzuolo, regia di Sergio Martino (1976)
- Tutti possono arricchire tranne i poveri, regia di Mauro Severino (1976)
- Con la rabbia agli occhi, regia di Antonio Margheriti (1976)
- Spogliamoci così senza pudor..., regia di Sergio Martino (1976)
- L'appuntamento, regia di Giuliano Biagetti (1977)
- Diamanti sporchi di sangue, regia di Fernando Di Leo (1978)
- Come perdere una moglie... e trovare un'amante, regia di Pasquale Festa Campanile (1978)
- Travolto dagli affetti familiari, regia di Mauro Severino (1978)
- Liquirizia, regia di Salvatore Samperi (1979)
- Domenica, episodio di Sabato, domenica e venerdì, regia di Pasquale Festa Campanile (1979)
- Sono fotogenico, regia di Dino Risi (1980)
- La moglie in vacanza... l'amante in città, regia di Sergio Martino (1980)
- Spaghetti a mezzanotte, regia di Sergio Martino (1981)
- Per favore, occupati di Amelia, regia di Flavio Mogherini (1981)
- Crema, cioccolata e... paprika, regia di Michele Massimo Tarantini (1981)
- Perché non facciamo l'amore?, regia di Maurizio Lucidi (1981)
- Diamond Connection, regia di Sergio Bergonzelli (1982)
- Mari del sud, regia di Marcello Cesena (2001)
- Gangs of New York, regia di Martin Scorsese (2002)
- Trailer for a Remake of Gore Vidal's Caligula, regia di Francesco Vezzoli (2005)
- Bastardi, regia di Federico Del Zoppo (2007)
- Giallo?, regia di Antonio Capuano (2009)
- Butterfly zone - Il senso della farfalla, regia di Luciano Capponi (2009)
- La vita dispari, regia di Luca Fantasia (2009)
- Finalmente la felicità, regia di Leonardo Pieraccioni (2011) – cameo
- Darkside Witches, regia di Gerard Diefenthal (2013)
- I tarantiniani, regia di Steve Della Casa e Maurizio Tedesco (2013)
- Das Wetter in geschlossenen Räumen, regia di Isabelle Stever (2016)
- In Search of Fellini, regia di Taron Lexton (2017)
- Easy - Un viaggio facile facile, regia di Andrea Magnani (2017)
- Metti la nonna in freezer, regia di Giancarlo Fontana e Giuseppe Stasi (2018)
- Calibro 9, regia di Toni D'Angelo (2020)
- Tolo Tolo, regia di Checco Zalone (2020)
- Una famiglia mostruosa, regia di Volfango De Biasi (2021)
- Diabolik - Chi sei?, regia dei Manetti Bros. (2023)

### Televisione
- Gli inafferrabili (The Rogues) – serie TV, episodio 1x11 (1964)
- Viaggio in fondo al mare (Voyage to the Bottom of the Sea) – serie TV, episodio 2x06 (1965)
- Organizzazione U.N.C.L.E. (The Man from U.N.C.L.E.) – serie TV, episodio 2x26 (1966)
- Il virginiano (The Virginian) – serie TV, episodio 6x15 (1967)
- Tarzan – serie TV, episodio 2x21 (1968)
- Star Trek – serie TV, episodio 2x22 (1968)
- Jefferson Keyes (Cool Million) – serie TV, episodio 1 (1972)
- Scarlatto e nero, regia di Jerry London – miniserie TV (1983)
- Quelli della speciale – serie TV, episodi 1x01-1x02-1x05 (1993)
- Un posto al sole – serial TV (2004)
- Incantesimo – serial TV (2003)
- Diritto di difesa – serie TV, 4 episodi (2004)
- La provinciale, regia di Pasquale Pozzessere – miniserie TV (2006)
- Amiche mie – serie TV, episodio 1x06 (2008)
- Ho sposato uno sbirro – serie TV, 26 episodi (2008-2010)
- Capri – serie TV, episodio 3x02 (2010)
- Crimini – serie TV, episodio 2x03 (2010)
- Il tredicesimo apostolo – serie TV, episodio 2x10 (2014)
- Rome in Love, regia di Eric Bross – film TV (2019)
- Anima gemella – miniserie TV, 8 episodi (2023)
- Fragili, regia di  Raffaele Mertes – miniserie TV (2024-2025)

## Teatro
- 3 donne in cerca di guai di Jean Marie Chevret, regia Anselmo Nicasio (2015)
- 4 donne e una canaglia di Pierre Chesnot, regia Anselmo Nicasio (2018)

## Programmi televisivi
- Carosello (Rai 1, 1971 pubblicizzò le calze collant della Omsa)
- Beauty Center Show (Italia 1, 1983-1984)
- Saint Vincent Estate (Rai 1, 1984)
- Body Body - appuntamento settimanale per essere in forma (Rai 2, 1986)
- In forma con Barbara Bouchet (Rai 2, 1986)
- Ballando con le stelle 15 (Rai 1, 2020) – concorrente
- Alessandro Borghese - Celebrity Chef 1 (TV8, 2022) – concorrente

## Riconoscimenti
- Gran Galà dello Sport e della TV - Grand Prix Corallo di Alghero
  - 2008 – Premio alla carriera

## Doppiatrici italiane
- Vittoria Febbi in Donne, v'insegno come si seduce un uomo, Sweet Charity - Una ragazza che voleva essere amata, Alla ricerca del piacere, Con la rabbia agli occhi, Quelli che contano, Diamanti sporchi di sangue, La badessa di Castro, L'amica di mia madre, Amore vuol dir gelosia, Spaghetti a mezzanotte, Crema, cioccolata e... paprika, Capri
- Maria Pia Di Meo in Non si sevizia un paperino, Colpo rovente
- Mirella Pace in L'uomo dagli occhi di ghiaccio, La dama rossa uccide sette volte
- Melina Martello in Una cavalla tutta nuda, Spogliamoci così senza pudor...
- Flaminia Jandolo in Le calde notti di Don Giovanni
- Angiolina Quinterno in La tarantola dal ventre nero
- Noemi Gifuni in Milano calibro 9
- Serena Verdirosi in Racconti proibiti... di niente vestiti
- Valeria Valeri in La calandria
- Fiorella Betti in Un tipo con una faccia strana ti cerca per ucciderti
- Rita Savagnone in La svergognata
- Livia Giampalmo in Per le antiche scale
- Gioietta Gentile in Tutti possono arricchire tranne i poveri
- Germana Dominici in Sabato, domenica e venerdì
- Rosetta Salata in Star Trek
- Solvejg D'Assunta in La moglie in vacanza... l'amante in città
- Rossella Izzo in Scarlatto e nero
- Franca Lumachi in Gangs of New York

## Discografia

### Singoli
- 1983 – Se tu fossi bello/Vegetable rap (Baby Records, BR-50303, 7")
- 1985 – Anni sessanta/Capirsi (Dischi Ricordi, BBM 80002, 7") con Gianni Belfiore
- 1986 – Move Your Body (Lupus, LUX-2901, 7")